# Demokratische Bewegung für den Aufstieg Nigers
Die Demokratische Bewegung für den Aufstieg Nigers (französisch Mouvement Démocratique pour l’Emergence du Niger, Kürzel: MDEN-Falala) ist eine politische Partei in Niger.

## Geschichte
Tidjani Abdoulkadri, der damalige Generalsekretär der Partei Nationale Bewegung der Entwicklungsgesellschaft (MNSD-Nassara), wollte sich Mitte 2020 den Parteigremien des MNSD-Nassara zur Wiederwahl stellen. Die MNSD-Nassara-Sektion der Region Maradi stellte neben Abdoulkadri einen weiteren Kandidaten auf, obwohl sie laut parteiinternen Regeln nur eine Person nominieren durfte. Beide Kandidaturen wurden deshalb zurückgewiesen. Bei einem außerordentlichen Parteikongress am 15. August 2020 wurde Saley Djibrillou aus der Region Zinder als neuer MNSD-Nassara-Generalsekretär eingesetzt. Tidjani Abdoulkadri und mehrere seiner Getreuen, die nicht bereit waren diese Entscheidung zu akzeptieren, wurden aus dem MNSD-Nassara ausgeschlossen. Abdoulkadri gründete mit der Demokratischen Bewegung für den Aufstieg Nigers seine eigene Partei, die am 28. September 2020 registriert wurde.
Bei den Parlamentswahlen von 2020 zog die Demokratische Bewegung für den Aufstieg Nigers mit zwei von 171 Sitzen in die Nationalversammlung ein. Die Kommunalwahlen von 2020 brachten der Partei eine Vertretung in den Gemeinderäten von Gazaoua, Madarounfa, Maradi, Matamèye, Tessaoua und mehreren kleineren Gemeinden.